# Bath (Somerset)
Bath (Bath Spa), Anglia délnyugati részén található, gyógyfürdőiről nevezetes város, 159 kilométerre nyugatra London központjától és 21 kilométerre délkeletre Bristoltól.
A város az Egyesült Királyság egyetlen természetes melegvizes forrásával büszkélkedhet. A legkorábbi dokumentumok szerint a várost római fürdőként tartották nyilván, de egyes történészek úgy vélik, hogy alapítása ennél korábbra tehető. Bath Shakespeare korában forrásvizének gyógyhatásáról volt ismert és  az arisztokrácia által sűrűn látogatott kulturális központtá vált. 18. és 19. századbeli népszerűségének köszönhetően a város építészete a rokokó és neoklasszicista stílusok jegyeit hordozza, melynek legjobb példája a Royal Crescent (Királyi Félhold). A várost az UNESCO 1987-ben a világörökség részévé nyilvánította; emellett 2021 óta az Európa nagy fürdővárosai világörökségi helyszín része is. Lakossága 94 000-ra tehető.(Az adat 2021-es) 

## Földrajza

### Fekvés és megközelítés
Bath körülbelül 25 kilométerre délkeletre található Bristoltól és a bristoli öböltől. Az A4-es úton haladva lehet elérni. Vasútállomása, a Bath Spa a Great Western Railwayhez kapcsolódik.
Kisebb hajók számára Bristol és a tenger egyaránt megközelíthetők az Avon folyón, amely szintén beletorkollik a Temzébe, és így London felé is biztosítja az utat a hajóforgalomnak. Ez az útvonal hosszú éveken keresztül le volt zárva, de az 1900-as évek vége felé helyreállították, és az úgynevezett "narrow boat" (keskeny hajó) tulajdonosai között nagy népszerűségnek örvend.

### Éghajlat
Bath a mérsékelt égöv alatt található, időjárása lényegesen melegebb, mint más hasonlóan elhelyezkedő területeké. A Golf-áramlatnak köszönhetően a város szintén szárazabb és melegebb, mint az Egyesült Királyság más, északabbra fekvő régiói. A szél nagyrészt délnyugatról fúj és az Észak Atlanti áramlat részét képezi. Az év több mint 50%-ában borult az ég . Az időjárási veszélyek nem jelentősek, de erős szelek és áradások előfordulhatnak, főleg a tél folyamán.
2003-ban az évi átlaghőmérséklet 10,3 °C volt, 14,2 és 6,5 °C-os szélsőértékekkel, 1645 óra napsütéssel és 957 milliméter csapadékkal. Az összes mért érték az egyesült királyságbeli átlag felett volt (átlaghőmérséklet 9,5 °C, napsütéses órák száma 1587, csapadék 901,5 milliméter)
A római korban Bath városkája fürdővárosként szerepelt a köztudatban.

## Címer
Bath címerén két ezüst csík található, amelyek az Avon folyót és a termálvizeket jelképezik. Szent Pál apostol kardja a bathi apátsághoz köthető. A medve és az oroszlán makkokon állnak, amelyek egy ősi, Bladudról szóló bathi legenda részét idézik fel. A lovagi sisak egy településre utal, míg a korona minden valószínűség szerint Edgardé, az egyesített Anglia első királyáé, akit Bathban koronáztak meg 973-ban.

## Politika
A város jelenlegi parlamenti képviselője a Szabad Demokrata Don Foster, kinek 1992-es megválasztása nagy jelentőséggel bírt, mivel ellenfele, a volt konzervatív képviselő Chris Patten, tagja volt John Major kabinetjének és nagy szerepet játszott kormányának újraválasztásában.

## Építészet

### Oktatás

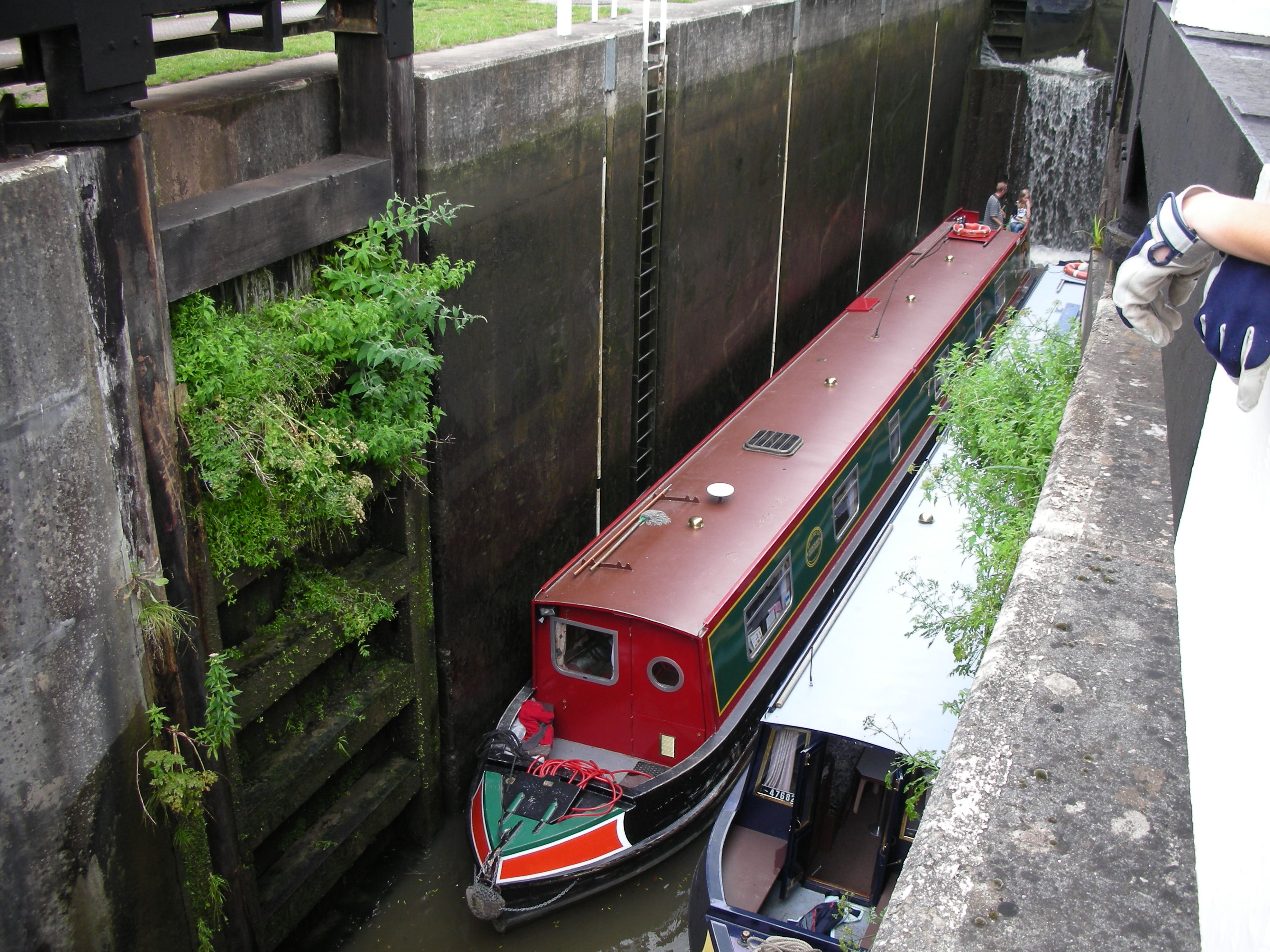
Hajózsilip Bathban

Bathnak két egyeteme van. A The University of Batht 1966-ban alapították, és jelenleg az Egyesült Királyság egyik vezető felsőoktatási intézménye. 14 szakon kiváló minősítést kapott, ami a legjobb a nemzeti mércén.

## Látnivalók
- Apátsági templom
- római fürdő
- Jane Austen Centrum
- Museum of Costume
- Building of Bath Museum
- Museum of Bath at Work
- Postamúzeum
- Amerikai Múzeum
- Thermae Bath Spa

## Testvérvárosai
- Aix-en-Provence, Franciaország
- Alkmaar, Hollandia
- Braunschweig, Németország
- Bepu, Japán, (Óita prefektúra)
- Kaposvár, Magyarország